# Platja de les Gavines
La platja de les Gavines és una platja semiurbana del municipi de Cubelles (Garraf), situada en una cala semicircular compartida amb el municipi de Cunit (Baix Penedès), que està limitada per espigons exempts, paral·lels a la platja. La riera Mas d'en Pedro parteix la cala en dos. La meitat est pertany a Cubelles i l'oest, a Cunit. A llevant, la platja limita amb la dàrsena de Cubelles, que la separa de la platja de les Salines. Es troba dins de la zona protegida de l'espai natural de les costes del Garraf. Orientada al sud-oest, té una longitud de 250 metres i una amplada mitjana de 100 metres, formada per sorra fina, amb un pendent d'entrada a l'aigua suau. A la zona posterior hi ha un cordó dunar amb rereduna. Disposa de vigilància i equip de socorrisme, dutxes i lavabos públics.
L'Agència Catalana de l'Aigua efectua un control quinzenal de la qualitat de l'aigua, durant la temporada de bany, amb el resultat d'excel·lent.